# Billete de cinco mil colones de 1991

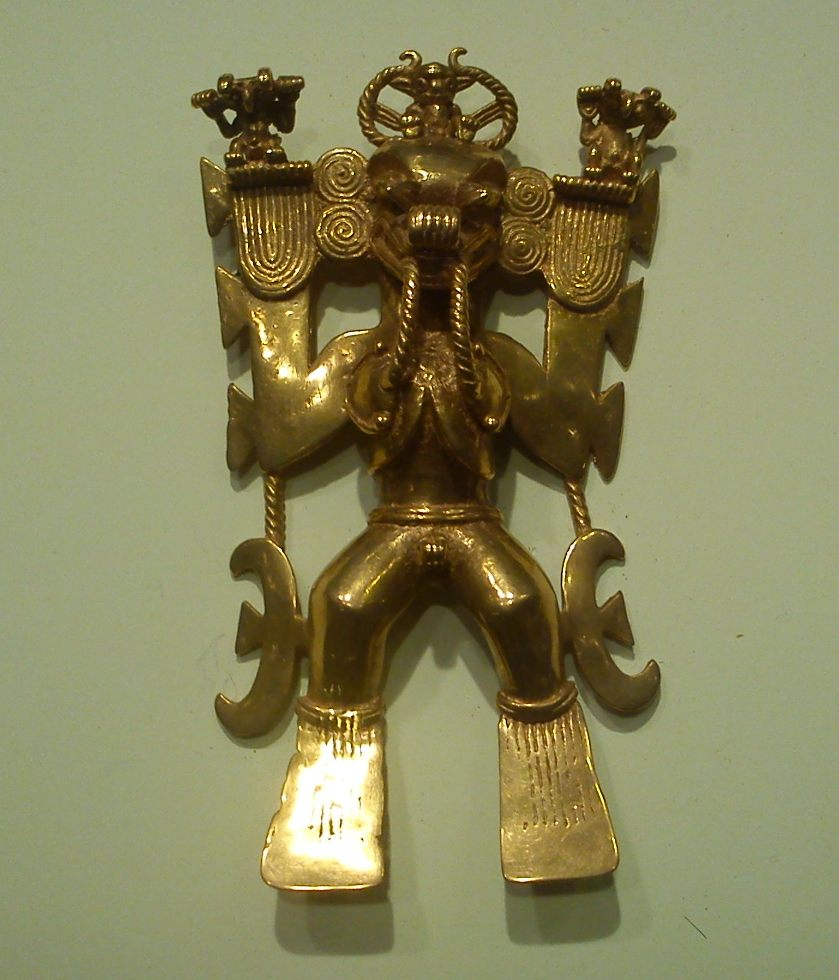
Pieza precolombina de oro en la que se basa el anverso del billete de cinco mil colones. Museo del Oro Precolombino, San José de Costa Rica.

El billete de cinco mil colones de 1991 es parte del sistema monetario de Costa Rica y se emite a partir de ese año con la serie A. Por el anverso contiene el grabado de una pieza de oro precolombina que representa a un «chamán», y por el reverso, una esfera de piedra y una figura humana del mismo material, ambos de la región Pacífico sur de Costa Rica, colocados en medio de un bosque tropical con los grabados de un jaguar (Panthera onca) y un tucán (Ramphastos swainsonii). Las series B y C, tienen ligeras variantes en cuanto a color y marcas de seguridad. En el billete se representan especies de plantas restringidas a bosques de Costa Rica, como la Heliconia pogonantha (Heliconiaceae), las bromelias (Bromeliaceae) y las palmas del piso del bosque (Arecaceae). Su color predominante es el celeste y popularmente se le conoce en Costa Rica como «un tucán».
La primera emisión fue impresa por la Thomas de la Rue y tiene un tamaño de 155 milímetros de largo por 65 milímetros de ancho, en papel de algodón. El diseño del billete fue realizado por el artista Leonidas Correa en 1987. En 2010, el tipo de cambio promedio en Costa Rica es de ₡500 por $1,00 siendo este billete equivalente aproximadamente a $10,00. A partir de 2010 también comenzó la sustitución de todos los billetes por una nueva familia con diferentes colores, diseños y tamaños, iniciando con la introducción del billete de veinte mil colones de 2010 en agosto.

## Detalle de emisiones

### Emisión de 1989-1992
Catálogo # 260
Impreso por Thomas de la Rue.
Serie A
- 28 de agosto de 1991.
- 11 de marzo de 1992.
- 29 de julio de 1992.
- 2 de febrero de 1994.
- 4 de mayo de 1994.
- 18 de enero de 1995.

### Emisión de 1993-1997
Catálogo # 266
Impreso por François-Charles Oberthur Group.
Serie B
- 27 de marzo de 1996 (circulado en 1997).

### Emisión de 1999
Catálogo # 268
Impreso por Thomas de la Rue.
Serie C
- 24 de febrero de 1999.
- 27 de septiembre de 2004.
- 14 de septiembre de 2005.

## Familia de billetes
La nueva familia de billetes tiene seis denominaciones: ¢1.000, ¢2.000, ¢5.000, ¢10.000, ¢20.000 y ¢50.000.
Se le llama “familia” de billetes pues todos tienen los elementos colocados en la misma posición. En 2011 solamente están en circulación las denominaciones de ¢1.000, ¢2.000 y ¢20.000. Permanecen circulando las viejas denominaciones de ¢5.000 y ¢10.000, donde los personajes y las denominaciones varían de lugar entre un billete y otro.
Los billetes son de diferente tamaño con el fin de ayudar a las personas no videntes y a quienes tienen problemas de visión a distinguirlos mejor, según una instrucción que giró la Sala Constitucional. Cada billete hace referencia a uno de los seis ecosistemas que existen en Costa Rica y tienen impresos en el anverso a benemérito de la Patrias de la Patria.
La empresa que fabrica estos nuevos billetes es Oberthur Technologies, cuyas instalaciones se ubican en Rennes, Francia.
| Denominación    | Efigie                   | Color predominante | Dimensiones | Imagen del anverso | Imagen del reverso |
| --------------- | ------------------------ | ------------------ | ----------- | ------------------ | ------------------ |
| ₡1.000 Serie A  | Braulio Carrillo Colina  | Rojo               | 125 x 67 mm |                    |                    |
| ₡2.000 Serie A  | Mauro Fernández Acuña    | Azul               | 132 x 67 mm |                    |                    |
| ₡5.000 Serie A  | Alfredo González Flores  | Amarillo           | 156 x 66 mm |                    |                    |
| ₡10.000 Serie A | José Figueres Ferrer     | Verde              | 156 x 66 mm |                    |                    |
| ₡20.000 Serie A | Carmen Lyra              | Naranja            | 153 x 67 mm |                    |                    |
| ₡50.000 Serie A | Ricardo Jiménez Oreamuno | Morado             | 153 x 67 mm |                    |                    |